# Afgangstavle
En afgangstavle er en oversigt over afgange i den offentlige transport. Eksempelvis på jernbanestationer, i lufthavne, på busterminaler og ved stoppesteder for busser og sporvogne findes afgangstavler. 
Ofte kan afgangstavler ses på webstedet for det relevante trafikselskab. 

## Inddelingen af en afgangstavle
En afgangstavle består generelt af en tabel med destinationen, afrejsetidspunkt og afgangssted (perron, stoppested osv.) og eventuelt også mellemstationer/stop for afgangen. Den kan også indeholde navnet på operatøren.

## Elektronisk afgangstavle
I nutiden findes elektroniske afgangstavler på internettet. Se fx den elektroniske afgangstavle for busterminalen ved Nørrebro Station. 

## Placering af en afgangstavle
En afgangstavle er som regel placeret på en væg, stander eller en pæl på en perron eller et busstoppested. Flere steder bliver afgangstavler computerstyret. 

## Galleri
- City Night Line på Københavns Hovedbanegård.
- Afgangstavle til Amsterdam på Københavns Hovedbanegård.
- Afgangstavle på Charlottenlund Station.
- Vinterkøreplan for trolleybus i Fribourg i 1930-31.
- Afgange fra Minatomirai Station i Yokohama. Bemærk at der her som de fleste andre steder er færre afgange om aftenen end i dagtimerne.
- Schweitzisk afgangstavle på Bahnhof Zürich Tiefenbrunnen.
- Elektronisk afgangstavle på Linköpings centralstation.
- En afgangstavle i Belgien i 2007.
- En afgangstavle i Belgien (Antwerp Central Station) i 1954.

| Trafik | Spire Denne trafikartikel er en spire som bør udbygges. Du er velkommen til at hjælpe Wikipedia ved at udvide den. |